# Hilmer Zindel
Hilmer Zindel oder Hilmar Zindel, auch Hilmer Zindell oder Harmen Zindell genannt (geboren vor 1628 in Hameln; gestorben 22. August 1671 in Hannover) war ein deutscher Hof-Goldschmied verschiedener Fürstenhäuser. Er fertigte für das Haus der Welfen insbesondere die als Patengeschenke benutzten Silberbecher. Seine Meisterzeichen bestand 1651 aus seinen Initialen HZ im Kreis, sein Beschauzeichen 1652 aus einem dreiblättrigen Kleeblatt im Schild.

## Leben
Zindel ging mitten im Dreißigjährigen Krieg von Hameln nach Lüneburg, wo er ab 1628 bei dem Goldschmiedemeister Jürgen Olrichs III eine Lehre durchlief.
Am 5. November 1639 heiratete er in Hildesheim die „Anna Spitzbecker (Andreas)“. Aus der Ehe ging der spätere Goldschmied Peter Zindel (geboren 1648) hervor sowie Anna Elisabeth, die 1669 den Goldschmied Wolff Christoffer Eiseier ehelichte.
Ebenfalls 1639 wurde Hilmar Zindel Hof-Goldschmied in Hannover und leistete am 20. April des Jahres den Bürgereid der Altstadt Hannovers. Zu Weihnachten 1643 wurde er in das Hildesheimer Amt aufgenommen.
Zindel hatte durch Vermittlung des in Celle tätigen Albert Lübbing den Hans Georg Grosser zum Gesellen, der laut dem später ins Staatsarchiv Bremen gelangten Bericht Lübbings vom 27. Juni 1664 nach Celle ging, „als Zindel fliehen mußte.“ Zudem hatte Zindel 1645 einen auf 5 Jahre abgeschlossenen Lehrjungen-Vertrag mit Hans Dömter, Sohn des Jobst Dömter (auch: Jost Demter sowie Jost Deventer), der dann aber „wegen der Übersiedelung Zindels nach Hannover“ bei Pawel Frentzel auslernte.
Laut Eduard Schuster war Zindel „von 1647/48—1669/70 mit Anfertigung von Pokalen beschäftigt“. In diesen Zeiträumen war er 1650 und 1656 bereits als Werkmeister und Hofgoldschmied in Hannover erwähnt worden.
In einem vom 20. November 1650 datierten Brief klagte der Werkmeister Andreas Scheele gemeinsam mit seinem Werkmeister-Kollegen Zindel über die „hochschädlichen Jüden“; zusammen erhoben die beiden darin die Vorwürfe, „daß sie alle gute Polizei-Ordnung verderben und nicht allein mit Gold und Silberarbeit, besondern auch mit anderer redlichen Professionsleute Waare von Hause zu Hause laufen und dadurch auskundschaften, wo etwa ein Loth gut Silber oder Gold zu schachern, und dadurch die guten Silbere aber durch ihre Goldschmiede und Fuscher auf der Neustadt und sonst im Lande wieder weiß sieden und renoviren lassen und dieselbe mit verbotenen Mitteln löthen und damit die Leute scheinbarlich betrügen.“
Am 3. Juli 1657 wurde Zindel von Herzog Christian Ludwig von Braunschweig-Lüneburg in die Residenzstadt Hannover berufen. Anschließend bestellte auch König Friedrich III. von Dänemark Zindel zum Hofgoldschmied, der am 15. Oktober 1657 zudem in das Goldschmiedeamt von Kopenhagen aufgenommen wurde.
Nachdem Zindel im Vierzeitpfennigregister Hannovers von 1662 bis 1670 verzeichnet worden war – in diesem Zeitraum durchlief sein Sohn Peter Zindel bei ihm von 1662 bis 1667 in die Lehre – starb Hilmar Zindel laut dem Totenregister der hannoverschen Marktkirche am 22. August 1671 als Goldschmied.

## Bekannte Werke
- Aegidienkirche, Hannover: Zylindrische Oblatendose mit der Bezeichnung „Donum Augusti Blumen Christophori fîly qui obyt 16. nouemb 1644 aetatis 10“, Durchmesser 8,8 cm; ausgestellt 1927 im Leineschloss mit der Nummer 61[2]
- Bantorf bei Hameln: Oblatendose mit Allianzwappen „C V D W“ und ν Reden; im Bantorfer Inventar-Manuskript auf den Seiten 15 und 16 verzeichnet sowie auf der dortigen Markentafel[2]